# Aura an der Saale

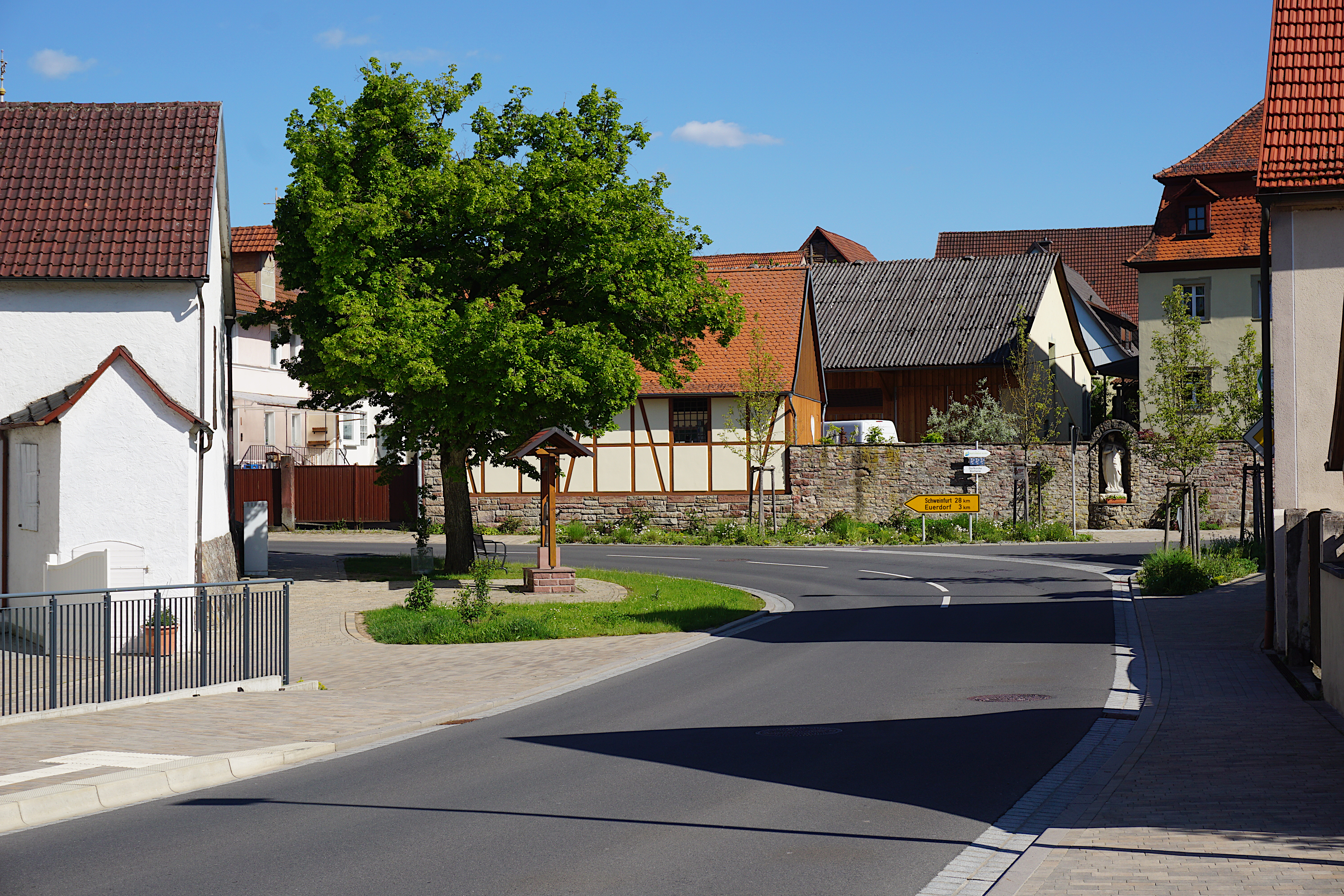
Dorfpartie in Aura

Aura an der Saale (auch Groß-Aura, amtlich: Aura a.d.Saale) ist eine Gemeinde im unterfränkischen Landkreis Bad Kissingen sowie Mitglied der Verwaltungsgemeinschaft Euerdorf.

## Geografische Lage
Der Ort liegt am linken Ufer der Fränkischen Saale etwa sieben Kilometer südwestlich der Kreisstadt Bad Kissingen und ist die kleinste Gemeinde des Landkreises. Außer dem Hauptort gibt es keine weiteren Gemeindeteile.

## Name

### Etymologie
Der Ortsname besteht aus dem althochdeutschen Bestimmungswort ur, das Auerochse bedeutet und dem althochdeutschen Grundwort aha für Wasserlauf. Als Erklärung ergibt sich daraus ein Wasserlauf, an dem Auerochsen lebten.

### Frühere Schreibweisen
Frühere Schreibweisen umfassen:
| - 1071 Vrouua - 1123 Vrowa - 1140 Urowa - 1158 Uraugia - 1165 Vrowa | - 1200 Urahe - 1218 Vrbach - 1321 Vraowe - 1389 Vraw - 1505 Aura - 1799 Aura an der Saale |

## Geschichte

### Anfänge von Aura an der Saale zu Beginn der Neuzeit

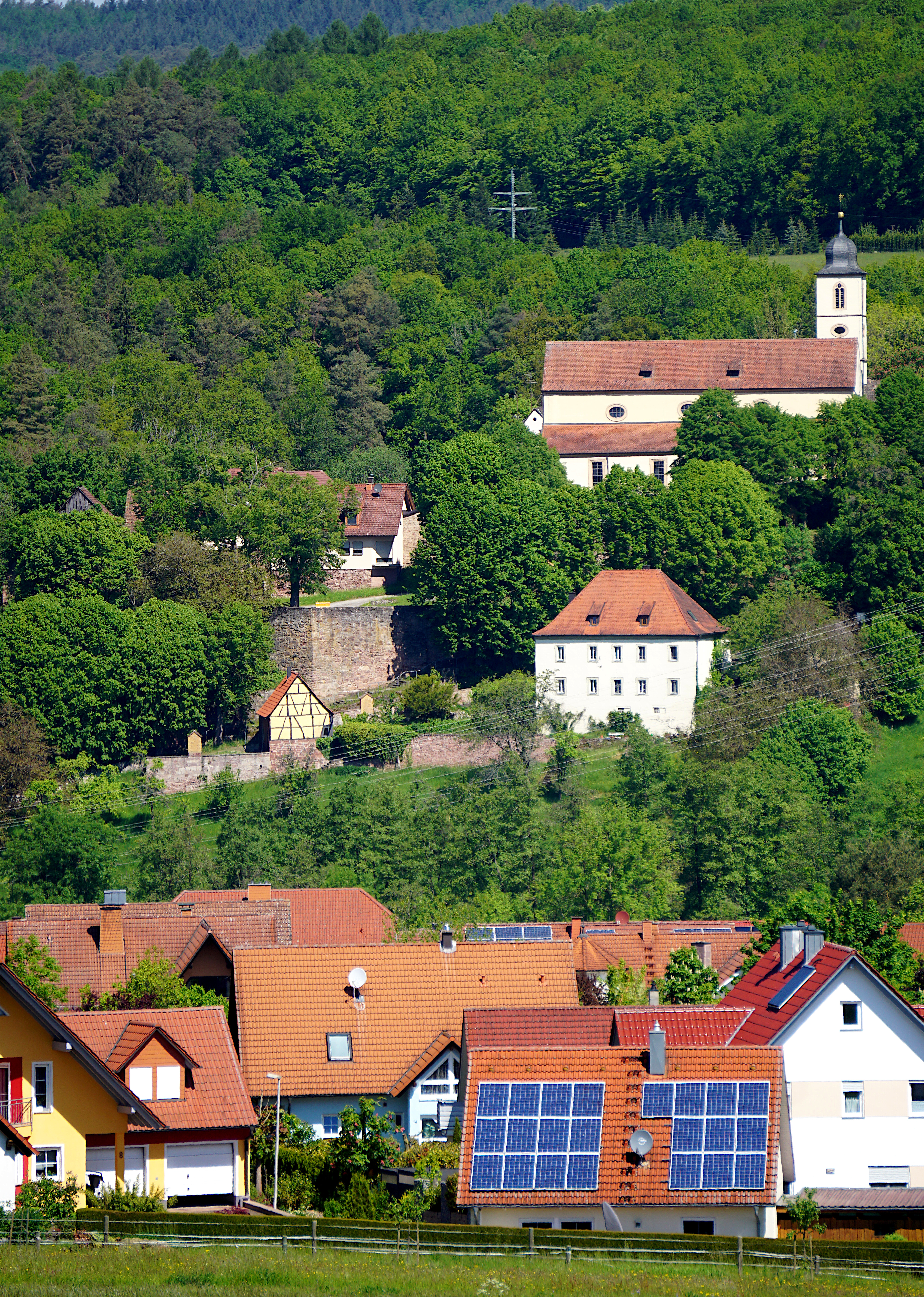
Aura vom Süden aus gesehen

Vom Bamberger Bischof Otto wurde zwischen 1108 und 1113 in Aura ein Benediktinerkloster (Uraugia) errichtet. Ab 1394 unterstand das Kloster Aura den Bischöfen von Würzburg. 1564 wurde es zugunsten der hochstiftlichen Kammer des Hochstiftes Würzburg aufgehoben.
Über die Frühzeit des Ortes bzw. der Gemeinde ist wenig bekannt. Zum einen wurde sie bisher noch wenig erforscht, zum anderen sind erst für die Zeit ab etwa dem 17. Jahrhundert Informationen überliefert; das älteste erhaltene Dokument ist eine Gotteshausrechnung aus dem Jahr 1627. Viele Informationen beispielsweise über die Auswirkungen des Siebenjährigen Krieges auf Aura sind durch die Zerstörungen während des Zweiten Weltkrieges verloren gegangen.
Trotz eines finanziellen Gewinns für das Hochstift Würzburg durch die Auflösung des Klosters Aura hatte das Hochstift durch Misswirtschaft und Kriege mit hohen Schulden zu kämpfen. Aus dem Sprengel des Klosters wurde das Klosteramt Aura, das Klostergebäude später Sitz des Amtes Aura-Trimberg. Dieses umfasste die ehemaligen Eigendörfer des Klosters, Aura, Garitz und Wittershausen, sowie 52 weitere Ortschaften und reichte im Norden bis nach Brendlorenzen bei Bad Neustadt an der Saale, im Süden bis nach Reuchelheim bei Arnstein.
Das Auraer Weistum, das sich in den Salbüchern von 1580 und 1632 sowie im Rothen Buch der Gemeinde Aura von 1650 erhalten hat, regelte das geltende Gewohnheitsrecht. Es sprach die ehemals vom Kloster Aura ausgeübte vogteiliche Obrigkeit nun dem Würzburger Fürstbischof sowie die hohe Gerichtsbarkeit dem Zent Aura-Trimberg zu und regelte die Leistung von Frondiensten, das Schankrecht, die große Zehnt auf Wein und Getreide sowie die kleine Zehnt auf Obst und Gemüse, die Wahl des Schultheißen, den Viehtrieb, das Schafehüten und den Erhalt der Wege. Das Gebiet des Zents Aura-Trimberg wurde von den Bauern als Lehen bewirtschaftet.
Nach den Unruhen des Bauernaufstandes von 1525 und des Zweiten Markgrafenkrieges (1552–1554) folgte eine Periode des Friedens im Hochstift Würzburg und damit auch in Aura. Auswirkungen auf Aura hatte in der ersten Hälfte des 17. Jahrhunderts der Dreißigjährige Krieg. So musste die Bevölkerung beim Durchmarsch der schwedischen Truppen in den Jahren ab 1631 den Soldaten Verpflegung und Quartier zur Verfügung stellen; es kam auch zu Beschlagnahmungen von Naturalien und Geld sowie zu Übergriffen auf die Bevölkerung. Ferner mussten aus Geldmangel die Bauarbeiten an der geplanten Kirche in Aura gestoppt werden, nachdem Fürstbischof Johann Gottfried I. von Aschhausen aus Anlass des Krieges ein ständiges Heer von 10.000 Mann installierte. Ein weiterer Grund für den Baustopp war der plötzliche Tod des Fürstbischofs im Jahr 1622.
Nach Auflösung des Klosters Aura war dessen letzter Abt, Leonhard Gneitzheimer, eine Zeitlang Pfarrer von Aura. Danach wurden Aura und Wittershausen Filialen von Euerdorf; ab 1622 wurden Benefiziaten aus Euerdorf in Aura eingesetzt. Von diesen wurde Aura auch betreut, nachdem es im Jahr 1668 selbstständige Pfarrei wurde. Zwischen 1690 und 1695 entstand ein neues Pfarrhaus aus den Steinen der abgerissenen Türme der Klosterkirche. Die Klosterkirche selbst wurde die Pfarrkirche von Aura.
Nach einer Phase des Friedens erlebte Aura weitere kriegsbedingte Belastungen in den Kriegen gegen die Türken und gegen den französischen König Ludwig XIV., im Pfälzischen Erbfolgekrieg, im Österreichischen Erbfolgekrieg, im Siebenjährigen Krieg und in den Koalitionskriegen. Anfang des 18. Jahrhunderts entstanden finanzielle Belastungen für Aura, als die Einwohner nach den Koalitionskriegen Kriegssteuern an die Franzosen entrichten mussten. Im Jahr 1742 wanderten mehrere Einwohner aus Aura, Oberthulba und Wittershausen nach Ungarn aus, das bessere Lebensbedingungen versprach.
Trotz der kriegsbedingten Unruhen stellten sich im Hochstift Würzburg viele Fortschritte ein, die sich auch auf Aura auswirkten. So entstanden im Ort ein neues Zenthaus (1752) und im Jahr 1754 eine Schule, die heute als Rathaus dient. Eine Neuregelung der Schulordnung in den Jahren 1774/75 mit Einführung der Schulpflicht vom sechsten bis zum zwölften Lebensjahr verbesserte die Bildungssituation.
Zu Zeiten des Fürstentums Würzburg, gesichert 1804, lag Aura im Landgerichts- und Rentamtsbezirk Euerdorf.
Aura lag von 1500 bis 1806 im Fränkischen Reichskreis.

### Bayerisches Königreich

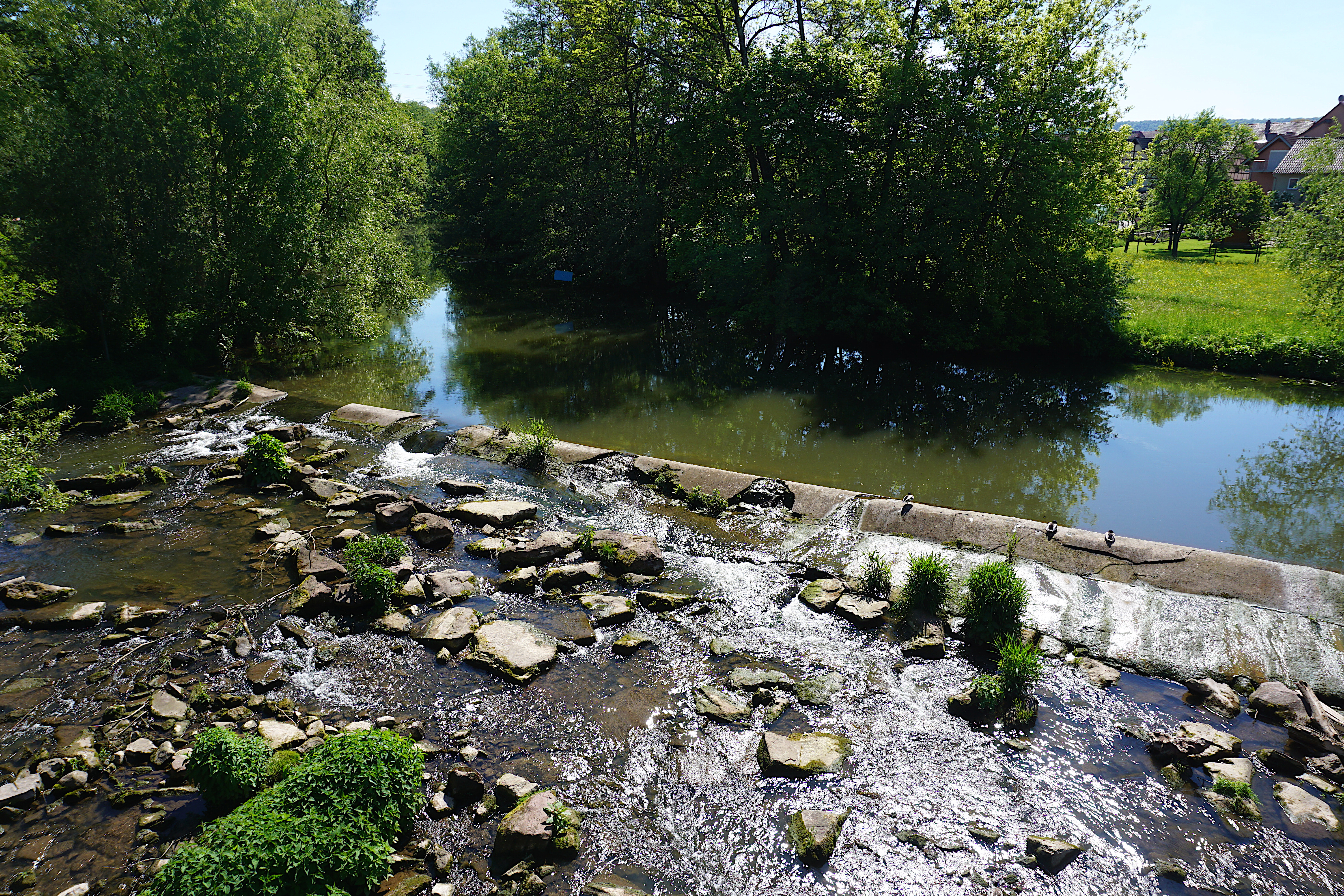
Die Fränkische Saale in Aura.

Das Oberamt des Hochstiftes Würzburg wurde nach dessen Säkularisation 1803 zugunsten Bayerns im Frieden von Preßburg 1805 Erzherzog Ferdinand von Toskana zur Bildung des Großherzogtums Würzburg überlassen und fiel mit diesem 1814 endgültig an Bayern. Das Amt Aura-Trimberg wurde im Jahr 1814 durch ein Landgericht älterer Ordnung in Euerdorf ersetzt. Ebenfalls in Euerdorf entstand das neue Rentamt.
Im Zuge der Verwaltungsreformen in Bayern entstand mit dem Gemeindeedikt von 1818 die heutige Gemeinde.
Ein harter Winter in den Jahren 1816/17 verschärfte die Lebensbedingungen; im Jahr 1817 kam Hunger hinzu. Für einige wurde zum Überleben bezahlte Zwangsarbeit vor allem im Straßenbau erforderlich. Die sozialen Reformen von Staatsminister Maximilian von Montgelas schafften etwas Ordnung in das Gemeindeleben. Aura hatte keinen Nutzen von der Industriellen Revolution, so dass viele Einwohner dem Existenzminimum nahe waren. Andererseits war Aura von den Hungersnöten als Folge der Missernten um 1830 nicht so stark betroffen wie andere Gebiete Unterfrankens, da fast alle Einwohner von Aura ihre Grundnahrungsmittel selbst anbauten und Kleinvieh hielten.
1841 entdeckte der von 1837 bis 1851 in Aura wirkende Pfarrer Josef Vorbeck im Buntsandstein von Aura die ersten versteinerten Fährten-Abdrücke von Landwirbeltieren (Chirotherium) in Franken und übersandte diese im September 1841 an die königliche Kreis-Regierung in Würzburg. Die Fährten wurden der mineralogischen Sammlung der Universität Würzburg überlassen und von dem Würzburger Professor für Mineralogie Ludwig Rumpf 1842 und 1843 bekannt gemacht und beschrieben.
Am 1. Juli 1862 entstand das Kreis-Bezirksamt Hammelburg, der Vorläufer des heutigen Landratsamtes Hammelburg, als das Landgericht älterer Ordnung in Euerdorf mit dem Landgericht älterer Ordnung in Hammelburg vereint wurde.
Im Rahmen des Deutschen Krieges von 1866 waren zwei bayerische Eskadrone des 2. Ulanen-Regiments der 1. leichten Kavallerie-Brigade in Euerdorf sowie jeweils eine Eskadron in Aura und in Wittershausen einquartiert. Sie zogen am 9. Juli 1866 nach Kissingen, sobald dieses als Ziel der preußischen Truppen identifiziert wurde. Zur Mittagszeit des 10. Juli vertrieben die Preußen, sich von Wittershausen über Aura nach Euerdorf bewegend, die restlichen, unter Generalmajor Herzog Ludwig von Bayern noch in Aura verbliebenen bayerischen Truppen. Heimatchronist Max Wörner berichtet in diesem Zusammenhang von einem Aufeinandertreffen zweier bayerischer Soldaten mit zwei preußischen Soldaten, wobei einer der bayerischen Soldaten durch eine preußische Kugel zu Tode kam und an der östlichen Ecke der Friedhofsmauer bestattet wurde. Auf bayerischer Seite kämpften 13 Männer aus Aura. Durch die Kampfhandlungen entstanden zahlreiche Schäden auf dem Auraer Gebiet. Die Bevölkerung des Ortes musste die preußischen Truppen mit Verpflegung versorgen, die teilweise bis zum Februar 1867 in Aura einquartiert war.
Während des Deutsch-Französischen Krieges wurden 20 Männer aus Aura zum Kriegsdienst eingezogen; fünf von ihnen hatten bereits im Deutschen Krieg als Soldaten gedient. Nach der Reichsgründung setzte sich ein Nationalgefühl nach der Niederlage der Franzosen erst allmählich etwa zur Zeit der Reichstagswahlen am 3. März 1871 ein. Am 5. März 1871 fanden ein Trauergottesdienst für die im Krieg Gefallenen sowie ein Dankgottesdienst für die Reichsgründung statt.
Wohl am 17. August wurde die Freiwillige Auraer Feuerwehr gegründet; das älteste noch erhaltene Protokollbuch stammt aus dem Jahr 1881. Diesem Protokollbuch zufolge war die Feuerwehr in eine Pflichtfeuerwehr und eine Freiwillige Feuerwehr eingeteilt.
Der nach der Gründerfieber im Kaiserreich einsetzende Gründerkrach machte sich auch in Aura durch Preissteigerungen bemerkbar, die die Kleinbauern des Ortes dazu zwangen, zusätzliche Arbeit im Handwerk, meist in Schweinfurt, anzunehmen. Die tägliche Arbeitszeit betrug 12 Stunden bei sechs Arbeitstagen in der Woche. In der Zeit vor dem Ersten Weltkrieg wanderten Auraer Bürger nach Amerika aus.

### Erster Weltkrieg und Weimarer Republik
Im Gegensatz zu größeren Nachbargemeinden wie Bad Kissingen und Hammelburg, deren Einwohner zu Beginn des Ersten Weltkrieges größere Lebensmittelvorräte anlegten, hatte sich die Landbevölkerung und damit auch Aura laut bezirksamtlicher Bekanntmachung vom 2. August 1914 mit Nahrungsmitteln aus eigenem Anbau zu versorgen. Die Kriegsbegeisterung der Großstädte wich in Aura der Sorge um die in den Krieg eingezogenen Männer des Ortes. Ab 1916 mussten Hausschlachtungen genehmigt werden und der Bierkonsum wurde eingeschränkt. Die Menschen ernährten sich hauptsächlich von Kartoffeln und Steckrüben. Im Wald mussten Bucheckern, Eicheln, Kastanien und Obstkerne zur Herstellung von Fett und Öl gesammelt werden. Während der verzweifelten Siegesbemühungen des deutschen Militärs in der Endphase des Krieges wurde in der Bevölkerung der Wunsch nach Frieden immer größer.
Am 16. November 1918, kurz nach der Ausrufung der Republik vom 11. November, wurde in Hammelburg ein aus 38 Mann bestehender Arbeiter- und Bauernrat gegründet, an dem Aura mit sieben Vertretern, u. a. dem Bürgermeister, beteiligt war. Er wirkte bei den Wahlen für den bayerischen Landtag am 12. Januar 1919 und für die deutsche Nationalversammlung am 19. Januar 1919 mit; im Juni folgten Gemeinde- und Bezirkswahlen.
Die Arbeitslosigkeit während der Wirtschaftskrise war auch in Aura zu spüren. So waren beispielsweise 90 % der Mitglieder des 1930 von 17 jungen Männern gegründeten FC Aura arbeitslos. Der Verein verfügte über keinen eigenen Fußballplatz und spielte an allen gerade verfügbaren Wiesen und Ödungen.
Im Januar 1931 stellte die Bäckerswitwe Maria Moritz das Anwesen Nr. 25 zur Einrichtung einer Kinderbewahranstalt zur Verfügung, die von zwei Ordensschwestern der Kongregation der Dienerinnen der hl. Kindheit Jesu aus dem Kloster Oberzell geleitet wurde.

### Nationalsozialismus und Zweiter Weltkrieg
Im Jahr 1930 entstand in Hammelburg eine NSDAP-Ortsgruppe, die in der Umgebung und damit auch in Aura für ihre Zwecke „Stimmung“ gegen die junge Demokratie machte. Dennoch erzielte die NSDAP in der Region keine Mehrheit; in Aura erhielt sie weniger Stimmen als die SPD.
Die Maßnahmen der NSDAP in Form des Ermächtigungsgesetzes vom 24. März 1933 und der Gleichschaltung von Legislative und Exekutive machten sich auch in Aura bemerkbar; so wurden im Ort beispielsweise drei Mandatsträger der Bayerischen Volkspartei wegen Kritik an den Nationalsozialisten verhaftet. Auch der 1924 gegründete Radfahrerverein Germania Aura/Saale fiel der Gleichschaltung zum Opfer, als er sich dem Deutschen Reichsbund für Leibesübungen anschließen musste. Dies führte zu Mehrkosten und damit im Jahr 1936 zu einer Beitragserhöhung von 50 Pfennig auf 1 RM. Die Mitgliederzahlen gingen zurück; im Jahr 1938 musste der Verein aufgelöst werden.
Schulungen zur Parteiarbeit sowie Sondertagungen führte die NSDAP allerdings nicht in Aura, sondern in Euerdorf durch. Auch eine Verschärfung der Vorschriften zur Lebensführung im Jahr 1938 und die Einteilung in den Arbeitsdienst konnte am idyllischen Dorfleben in Aura wenig ändern. Die Bestimmungen sahen sonntägliches Eintopfessen, Luftschutzübungen, Kartoffelkäferjagd und Sammlungen vor; ab Ende August 1939 waren Grundnahrungsmittel und Textilien nur gegen Bezugsscheine erhältlich.
Der Überfall auf Polen am 1. September 1939 weckte in Aura wie auch im restlichen Deutschland keine Kriegsbegeisterung. Der Sieg im Frankreich im Jahr 1940 brachte ansatzweise Kriegsbegeisterung in den Ort, doch schürten die Nachrichten über Gefallene aus dem Bezirk Hammelburg die Angst um die Männer aus Aura.
Ab Dezember 1940 wurden 30 französische Gefangene in Aura untergebracht, die für Arbeit auf den Höfen und im Wald eingeteilt wurden. Es entwickelten sich Freundschaften zwischen den Franzosen und der Bevölkerung, was sich auch in gemeinsamen Fußballspielen äußerte.
Nach der Niederlage von Stalingrad im Jahr 1943 wich die Kriegsbegeisterung der Verzweiflung. Nach dem Luftangriff auf Schweinfurt am 17. August 1943 flogen amerikanische und englische Maschinen über Aura.
Am 7. August 1945 wurde die Brücke nach Aura von deutschen Truppen gesprengt, um die amerikanischen Truppen am Einmarsch zu hindern, doch konnten die Amerikaner eine Behelfsbrücke bauen und Aura besetzen. Ein Beschuss des Ortes durch deutsche Truppen mit dem Ziel, Amerikaner und abtrünnige Einwohner Auras zu treffen, war die letzte Kriegshandlung in Aura kurz vor Ende des Krieges und verursachte einen Brand im Ort; die französischen Kriegsgefangenen halfen bei den Löscharbeiten. Im Juni 1945 quartierten sich die Amerikaner zwecks Überwachung des E-Werks in der Schulwohnung der örtlichen Schule ein.

### Aura an der Saale nach 1945
Ab dem Jahr 1946 siedelten sich Heimatvertriebene in Aura an. Beispielsweise bis zum Jahr 1950 lag die Zahl bei 148 Heimatvertriebenen und 26 Evakuierten aus den zerbombten Städten. Die Integration verlief reibungslos; die Heimatvertriebene wurden von den Auraern willkommen geheißen. Einheimische und Heimatvertriebene leisteten gemeinsam Aufbauarbeit in Form von Hausbau, Ackerbau und Pflanzensetzung. Als Ergebnis entstanden beispielsweise der Bau von Eigenheimen durch Heimatvertriebene zwischen Gartenstraße und Trimberger Weg sowie die Wiederaufforstung des Waldes.
Vom Wirtschaftsaufschwung der 1950er Jahre profitierte Aura nur bedingt; viele junge Einwohner gingen wegen besserer beruflicher Perspektiven nach Frankfurt am Main. Dennoch fanden beispielsweise Erweiterungen der Ortsdurchfahrt und des Friedhofs statt; es entstanden ein Wiegehaus und ein Leichenschauhaus. Die Flurbereinigung hingegen fand wenig Beachtung.
Im Jahr 1963 regte das Kreisbauamt des Landratsamts den Wiederaufbau des etwa 1956 eingestürzten Nordtors des Klosters Aura an. Trotz der vom Landesamts für Denkmalpflege versprochenen Zuschüsse hielten Bürgermeister und Gemeinderat andere Bauprojekte wie zum Beispiel den ersten Abschnitt der Abwasserbeseitigungsanlage mit Klärbecken für dringender und lehnten mit Schreiben vom 5. Juni 1963 an das Kreisbauamt ab. Als weitere Bauprojekte entstanden die 1961/62 neu gebaute zentrale Wasserversorgung, eine neue Brücke (Fertigstellung im Sommer 1964), eine zentrale Abwasserbeseitigung mit Klärbecken (Fertigstellung im Jahr 1965) und eine Grundschule (Fertigstellung im Jahr 1967).
Im Rahmen der Gemeindegebietsreform von 1972 stieß der Plan, Aura nach Elfershausen einzugemeinden, auf den Widerstand der Bevölkerung und von Bürgermeister Adolf Hack. Bürgermeister Hack initiierte stattdessen nach einem entsprechenden Abstimmungsergebnis unter Auras Bevölkerung den Eintritt des Ortes in eine Verwaltungsgemeinschaft mit Euerdorf.
Während der 1970er Jahre entstanden eine neue Dorfkirche mit Pfarrsaal und Kindergarten (1971), ein 1973 in Betrieb genommenes beheizbares Schwimmbecken und eine Festhalle (1980/81); bis zum Jahr 1975 wurde das Straßennetz ausgebaut.
Die Einweihung der neuen Kirche fand am 29. Juni 1971 statt; sie wurde nach der Klosterkirche nun die neue Pfarrkirche von Aura. Die Klosterkirche selbst wurde zwischen 1975 und 1981 umfassend renoviert. Das Pfarrhaus ist seit 1999 in Privatbesitz.
Als Anerkennung für seine Verdienste wurde Bürgermeister Adolf Hack am 6. April 1984 zum Ehrenbürger ernannt.
Die Bautätigkeiten in Aura wurden auch in den 1980er und 1990er Jahren fortgesetzt. So wurde im Jahr 1987 das Rathaus renoviert, im Jahr 1989 die neue Kläranlage gebaut und im Jahr 1996 der neue Kindergarten sowie die Kirchenverwaltung erbaut sowie der Dorfbrunnen erneuert. Im Jahr 1998 konnte eine neue Quelle zur Wasserversorgung erschlossen werden. Im Jahr 2001 nahm der Bau des neuen Feuerwehrhauses seinen Anfang.
Ab 1999 bekam der Pfarrer von Aura neben Aura zusätzlich die Zuständigkeit für weitere Nachbarorte zugeteilt, so ab 1. Mai 1999 für Ramsthal und ab 1. September 1999 für Euerdorf mit Filiale Wirmsthal sowie für Sulzthal. Aus den fünf Orten entwickelte sich die Pfarreiengemeinschaft „Saalethal“, die von Bischof Friedhelm Hofmann am 2. August 2009 offiziell bestätigt wurde.
Im Jahre 2008 feierte das Dorf die Klostergründung vor 900 Jahren mit vielen Veranstaltungen.

## Bevölkerungsentwicklung
| Jahr | Einwohnerzahl |
| ---- | ------------- |
| 1574 | etwa 206      |
| 1618 | etwa 290      |
| 1700 | 269           |
| 1720 | 295           |
| 1740 | 355           |
| 1760 | 339           |
| 1780 | 315           |
| 1800 | 415           |
| 1803 | 340           |
| 1871 | 530           |
| 1933 | 540           |
| 1939 | 525           |
| 1946 | 756           |
| 1950 | 778           |
| 1960 | 642           |
| 1961 | 679           |
| 1969 | 727           |
| 1971 | 758           |
| 1977 | 785           |
| 1991 | 776           |
| 1995 | 830           |
| 2005 | 879           |
| 2010 | 869           |
| 2015 | 856           |
| 2017 | 861           |

Im Zeitraum 1988 bis 2018 stieg die Einwohnerzahl von 723 auf 864 um 141 Einwohner bzw. um 19,5 %. 2007 hatte die Gemeinde 897 Einwohner.
Quelle: BayLfStat

## Politik

### Gemeinderat
Nach der Kommunalwahl am 15. März 2020 hat der Gemeinderat acht Mitglieder, die alle der Fraktion CSU/Bürger für Aura angehören. Die Wahlbeteiligung lag bei 68,2 %. Bereits für die Amtszeit 2014 bis 2020 hatten CSU/Bürger für Aura den einzigen Wahlvorschlag eingereicht und alle Mandate erhalten. Weiteres Mitglied und Vorsitzender des Gemeinderates ist der Bürgermeister.

### Bürgermeister
Thomas Hack (* 1962) ist seit 1. Mai 2002 Bürgermeister. Er wurde bisher dreimal wieder gewählt, unter anderem 2014 mit 92,39 % der Stimmen und am 15. März 2020 mit 93,6 % der Stimmen.

### Wappen
| | Blasonierung: „In Silber ein durchgehendes rotes Kreuz, darauf ein mit einem waagrechten silbernen Rost belegter linksgewendeter, aufrechter goldener Abtstab.“ |
| Wappenbegründung: Unter Bischof Otto von Bamberg wurde zwischen 1108 und 1113 in der Gemeinde Aura ein Benediktinerkloster (Uraugia) an der Stelle einer Burg gegründet. Der erste Abt war Ekkehard von Aura, der ein weit bekannter Historiograf war. Das Kloster wurde von Fürstbischof Friedrich von Wirsberg 1564 aufgehoben. In der Wappendarstellung wird auf die enge Verbindung der Gemeinde Aura zum ehemaligen Kloster gleichen Namens hingewiesen. Die Klosterkirche ist dem heiligen Laurentius und dem heiligen Georg geweiht. Für Laurentius steht der Rost und für Georg das Kreuz im Wappen. Die Farben Silber und Rot sind die Farben des Hochstifts Würzburg, das bis zum Jahr 1803 die Landesherrschaft in Aura hatte. Das Wappen wurde vom Innenministerium am 17. April 1963 verliehen. | |

## Sehenswürdigkeiten
Das bedeutendste Baudenkmal der Gemeinde ist die katholische Pfarrkirche St. Laurentius. Sie ist die ehemalige Klosterkirche des Klosters Aura. Die dreischiffige Pfeilerbasilika wurde zwischen 1108 und 1113 errichtet.
Auf der Hochebene im Nordosten von Aura steht die Ruine Aura.

## Persönlichkeiten

### Bürgermeister
| Name                                        | Amtsbezeichnung | Amtszeit  |
| ------------------------------------------- | --------------- | --------- |
| Hans Seuffert                               | Schultheiß      | 1672      |
| unbekannt                                   | Schultheiß      | 1672–1692 |
| Hans Clement                                | Schultheiß      | 1693–1713 |
| Stefan Seuffert                             | Schultheiß      | 1714      |
| Hans Clement                                | Schultheiß      | 1714–1716 |
| Stefan Seuffert                             | Schultheiß      | 1717–1735 |
| Jacob Müller                                | Schultheiß      | 1735–1749 |
| unbekannt                                   | Schultheiß      | 1750      |
| Luccas Bienmüller                           | Schultheiß      | 1751      |
| unbekannt                                   | Schultheiß      | 1752      |
| Jacob Müller                                | Schultheiß      | 1753      |
| unbekannt                                   | Schultheiß      | 1754      |
| Luccas Bienmüller                           | Schultheiß      | 1755–1788 |
| Michel Kirsten                              | Schultheiß      | 1789–1795 |
| unbekannt                                   | Schultheiß      | 1796      |
| Jakob Eckart                                | Schultheiß      | 1797–1814 |
| Anton Pfrang                                | Schultheiß      | 1815–1818 |
| Jakob Höfer (ab 1822 Ortsvorsteher)         | Schultheiß      | 1818–1822 |
| Lorenz Clement                              | Ortsvorsteher   | 1822–1827 |
| Christoph Clement                           | Ortsvorsteher   | 1828–1842 |
| Georg Nöth                                  | Ortsvorsteher   | 1842–1843 |
| Clement                                     | Ortsvorsteher   | 1843–1848 |
| Mich. Moritz                                | Ortsvorsteher   | 1848–1854 |
| Krapf                                       | Ortsvorsteher   | 1855–1856 |
| Kirstein                                    | Ortsvorsteher   | 1857–1866 |
| Moritz (ab 1. September 1869 Bürgermeister) | Ortsvorsteher   | 1866–1881 |
| Clement                                     | Bürgermeister   | 1882–1893 |
| Johann Bie(n)müller                         | Bürgermeister   | 1894–1906 |
| Andreas Moritz                              | Bürgermeister   | 1906–1912 |
| Ludwig Vierle                               | Bürgermeister   | 1912–1930 |
| Erhard Schmitt                              | Bürgermeister   | 1930–1935 |
| Rudolf Vierle                               | Bürgermeister   | 1935–1945 |
| Georg Schneider                             | Bürgermeister   | 1946–1960 |
| Adolf Hack                                  | Bürgermeister   | 1960–1984 |
| Erhard Tillemann                            | Bürgermeister   | 1984–2002 |
| Thomas Hack                                 | Bürgermeister   | seit 2002 |

### Pfarrer
| Name                      | Tätigkeit |
| ------------------------- | --------- |
| Johann Kaspar Helldörfer  | 1669      |
| Johannes Agricola         | 1670–1676 |
| Johannes Sebald Appelmann | 1676      |
| Johannes Vitus Brach      | 1676–1679 |
| Michael Albert            | 1679–1680 |
| Kaspar Albert             | 1680–1685 |
| Johannes Nikolaus Schmitt | 1685–1686 |
| Johannes Kaspar Faber     | 1686–1690 |
| Kaspar Voll               | 1690–1691 |
| Andreas Schaup            | 1691–1719 |
| Johannes Michael Hofmann  | 1719–1721 |
| Johann Wolfgang Hümler    | 1721–1725 |
| Johannes Brünner          | 1725–1727 |
| Johann Adam Lindiger      | 1727–1753 |
| Sebastian Simon           | 1753–1782 |
| Johannes Nikolaus Knorz   | 1783–1817 |
| Thomas Gütlein            | 1818–1824 |
| Andreas Schimpf           | 1824–1832 |
| Georg Amend               | 1832–1837 |
| Josef Vorbeck             | 1837–1851 |
| Balthasar Düring          | 1851–1858 |
| Daniel Pötsch             | 1858–1869 |
| Georg Michael Fuchs       | 1870–1879 |
| Alois Adalbert Vogel      | 1879–1883 |
| Franz Nikolaus Vornberger | 1884–1888 |
| Wilhelm Essig             | 1888–1892 |
| Johann Andreas Bauer      | 1893–1914 |
| Georg Josef Schmitt       | 1914–1922 |
| Franz Zimmermann          | 1922–1933 |
| Alfons Gruß               | 1935–1948 |
| Remigius Rudolf           | 1948–1963 |
| Karlheinz Albert          | 1963–1966 |
| Josef Baumgart            | 1966–1983 |
| Arno Stöcklein            | 1983–1999 |
| Jürgen Schwarz            | 1999–2011 |
| P. Sony Kochumalayil      | seit 2011 |

### Ehrenbürger
- ehem. Bürgermeister Adolf Hack, Ernennung: 6. April 1984